# Landgoed Meer en Bos

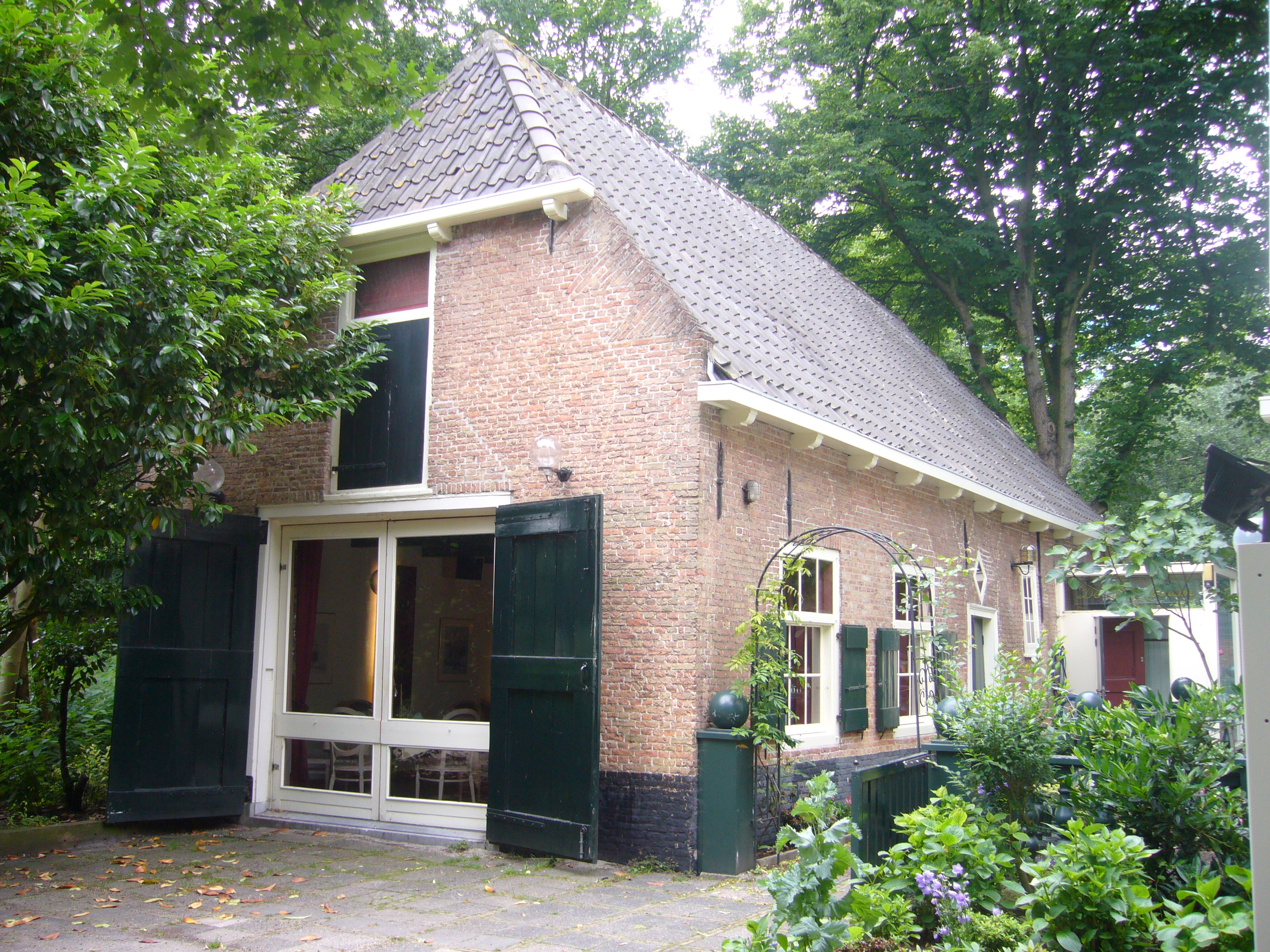
Het koetshuis

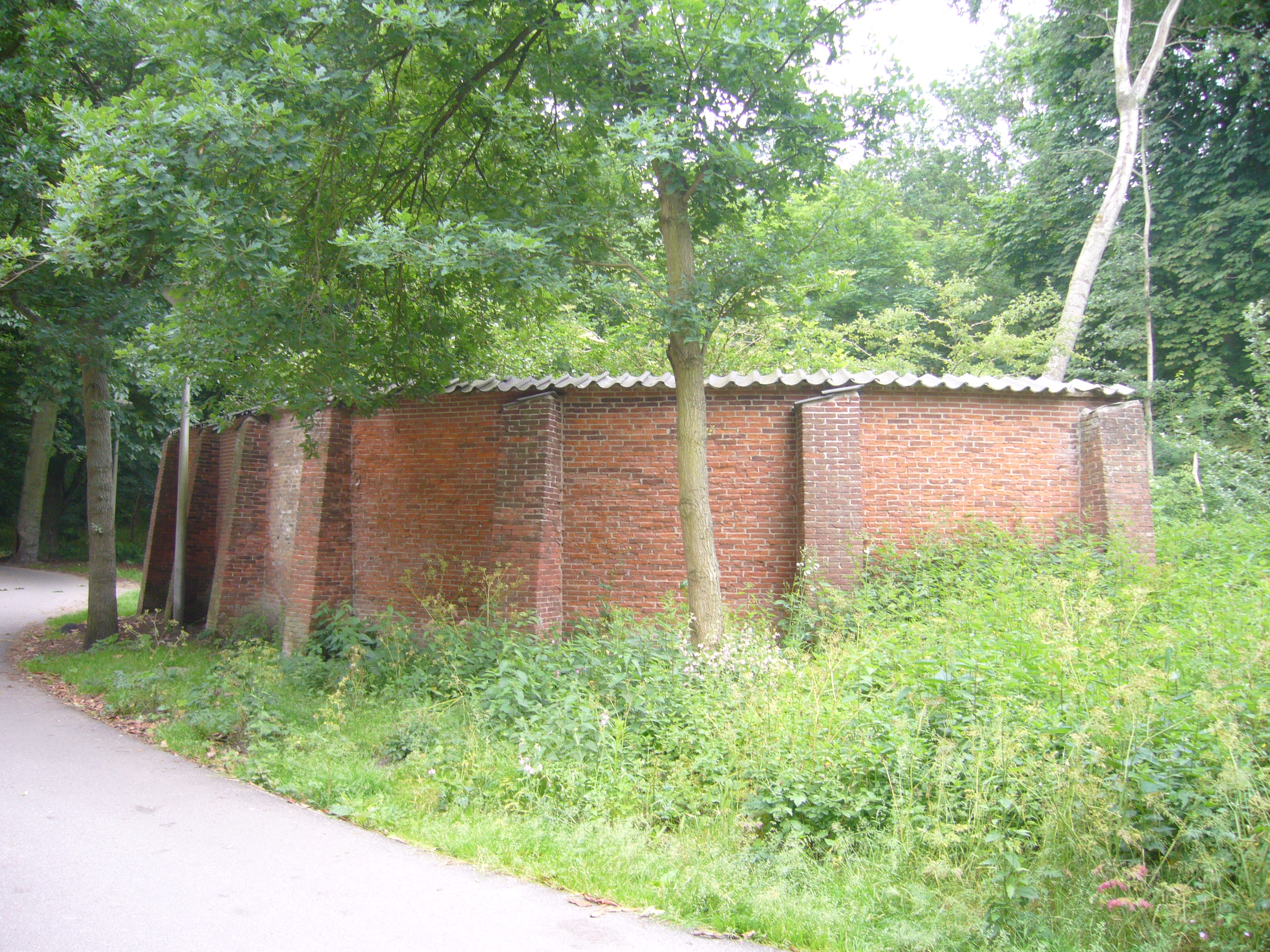
Muur om de moestuin

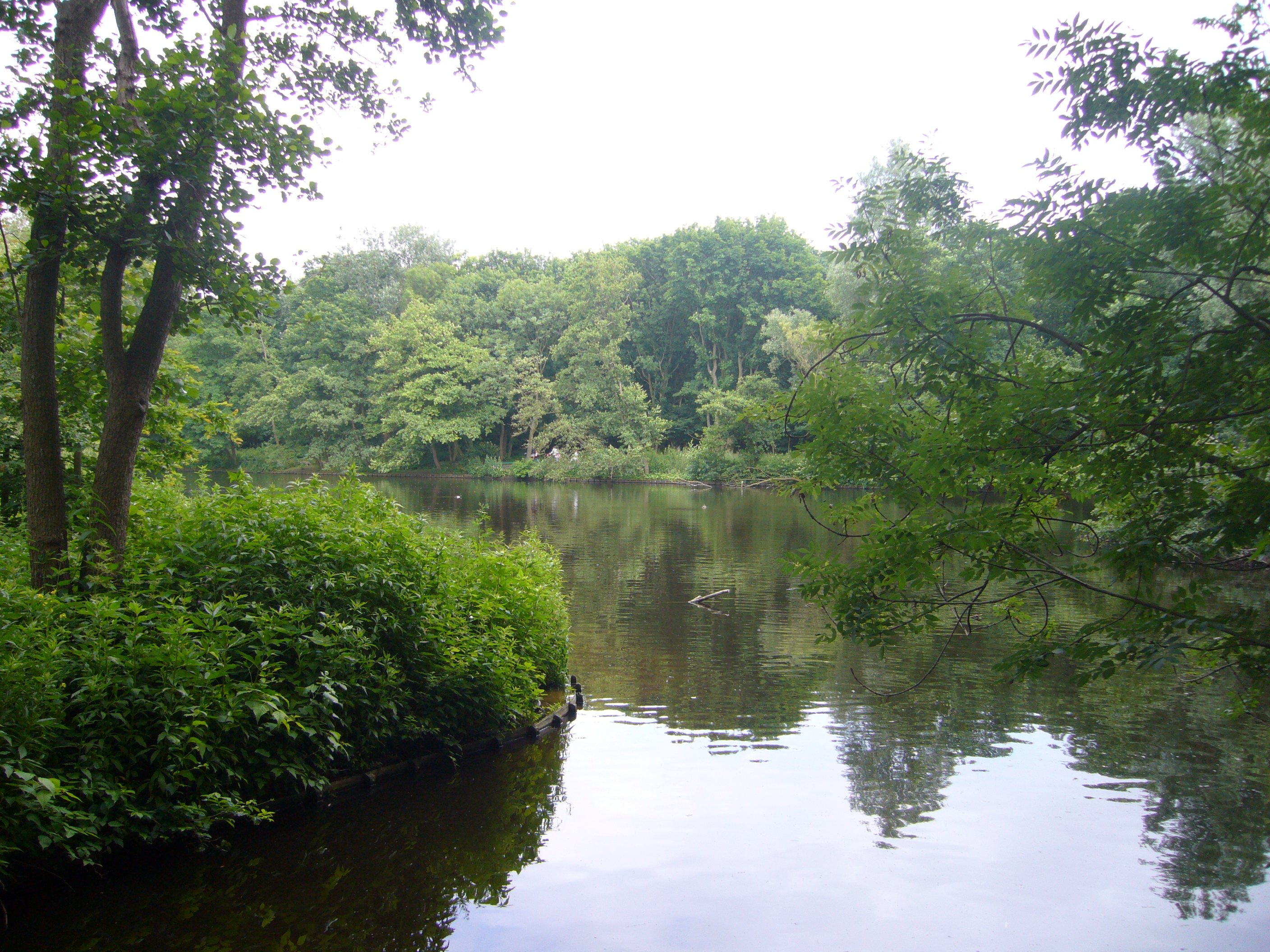
Het meer

Landgoed Meer en Bos is een kleine voormalige buitenplaats in de wijk Bohemen en Meer en Bos in Den Haag. Het is onderdeel van de 'Stedelijke Groene Hoofdstructuur' en maakt zo deel uit van het Nationaal Park Hollandse Duinen. De hoofdingang is aan de Heliotrooplaan. Het dateert uit de zeventiende eeuw.
Meer en Bosch, zoals het toen gespeld werd, was rond 1600 een gebied met veel bos met daarin het visrijke duinmeertje het Segmeer. In 1606 werd het gebied door een visser, Adriaen Maertenszoon van der Voort (1577-1675), gekocht om het meer te exploiteren. Tegen het einde van de 17de eeuw werd er een boerderij gebouwd met de naam Meerwoning.
Rond 1700 liet jonkheer Johan Arent van Cats, vrijheer van Veenhuizen, agent van de keurvorst van de Palts, de boerderij aan de westkant verbouwen tot landhuis met koetshuis en schuur. Vanaf dat moment is de naam van het gebied 'Meer en Bosch'. De tuinen werden in barokstijl aangelegd, maar in de eeuwen daarna aan de toen heersende mode aangepast.
Meer en Bosch was in de 17de en 18de eeuw een van de vele landgoederen rond Den Haag. De welgestelde bewoners van de stad gingen erheen om te jagen en om 's zomers aan de benauwde stad te ontvluchten.

## Park Meer en Bos
In 1919 werd het gebied openbaar groen. Meer en Bos is een rechthoekig gebied, waarvan een van de smalle kanten aan de zeezijde van de Laan van Meerdervoort grenst. Vandaaruit gezien is achterin het Segmeertje, met daarachter een vogeltuin. 
Sinds 1943 is de gemeente Den Haag eigenaar van het toen aan de rand van de stad gelegen parkgebied. Na de oorlog herplantte de gemeente het noordelijk gedeelte, dat door de Duitsers ten behoeve van de Atlantikwall kaalgekapt was. De bomen aan de zuidkant zijn gedurende de oorlog ongeschonden gebleven.
In 1966 is de 18e-eeuwse boerderij door brand verwoest en daarna gerestaureerd. De boerderij is particulier eigendom en staat sinds 1967 op de lijst van rijksmonumenten. Bij de vogeltuin staat sinds 2006 een bronzen reiger gemaakt door Goke Leverland. In de natuur binnen de gemeente Den Haag komen ongeveer vijftig verschillende stinsenplanten voor, de helft daarvan is ook op Meer en Bos te vinden.

### Wijndaelerplantsoen
Toen in 1930 de Laan van Meerdervoort werd doorgetrokken sneed die Meer en Bos in twee stukken. Het grootste deel, dat aan de zeezijde, kreeg als naam Meer en Bos en het stuk aan de landkant werd het Wijndaelerplantsoen. Daar staan nu de Pastoor van Arskerk van architect Aldo van Eyck en serviceflat de Mozartheuvel.
Het Wijndaelerplantsoen maakte ooit deel uit van hetzelfde oerbos als het Haagse Bos en de Haarlemmer Hout. Later werd het een deel van het sterrenbos van landgoed Meer en Bosch. Het bos bestaat voornamelijk uit duineiken, die als strub groeien: door voormalig gebruik als eikenhakhout komen verschillende stammen voort uit één wortelgestel. De grootste strub bestaat uit zeven stammen en heeft een doorsnede van acht meter. In 2011 werden ten behoeve van de bouw van een appartementencomplex 150 bomen gekapt.
- Virtual International Authority File: 233945629